# Баллисло

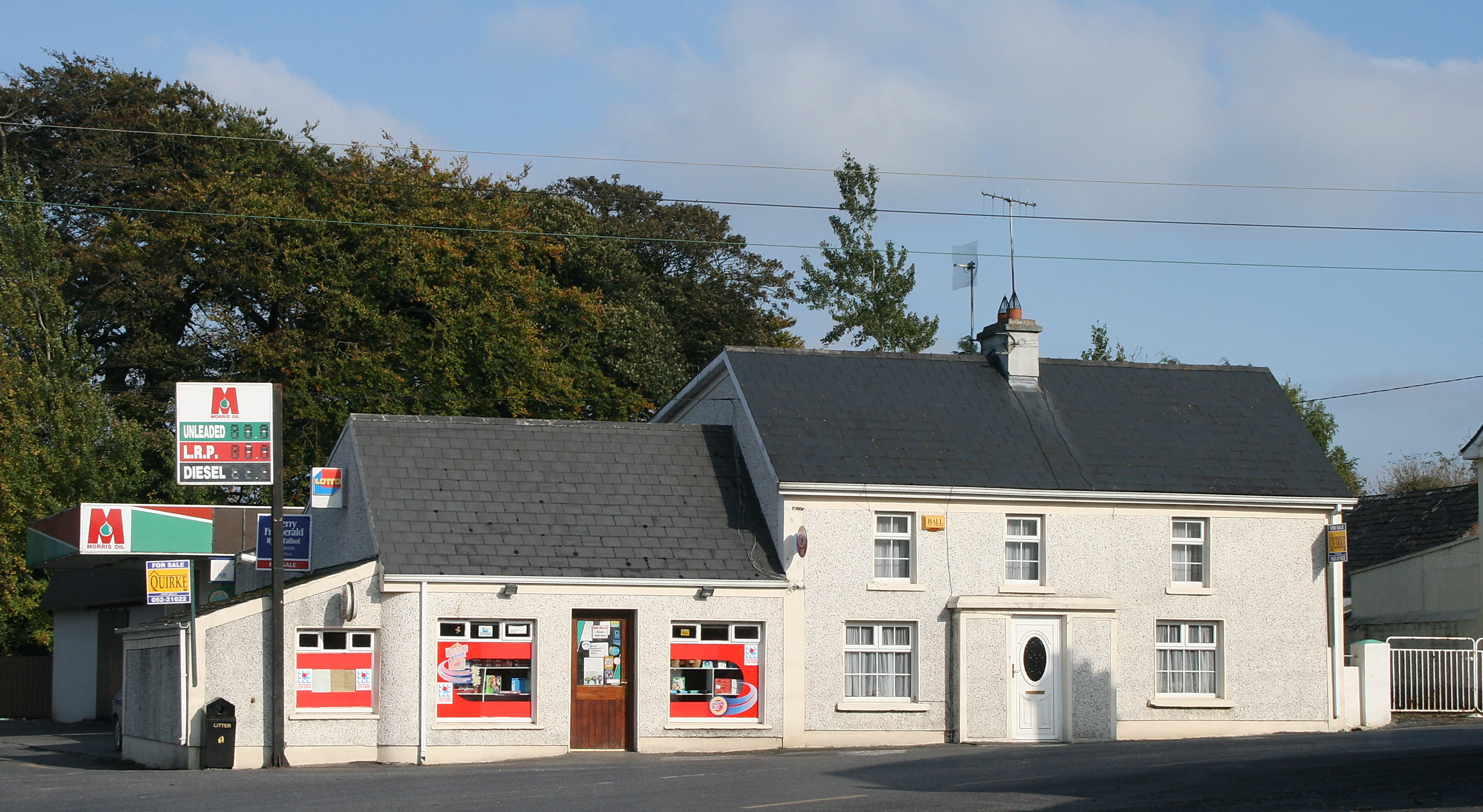

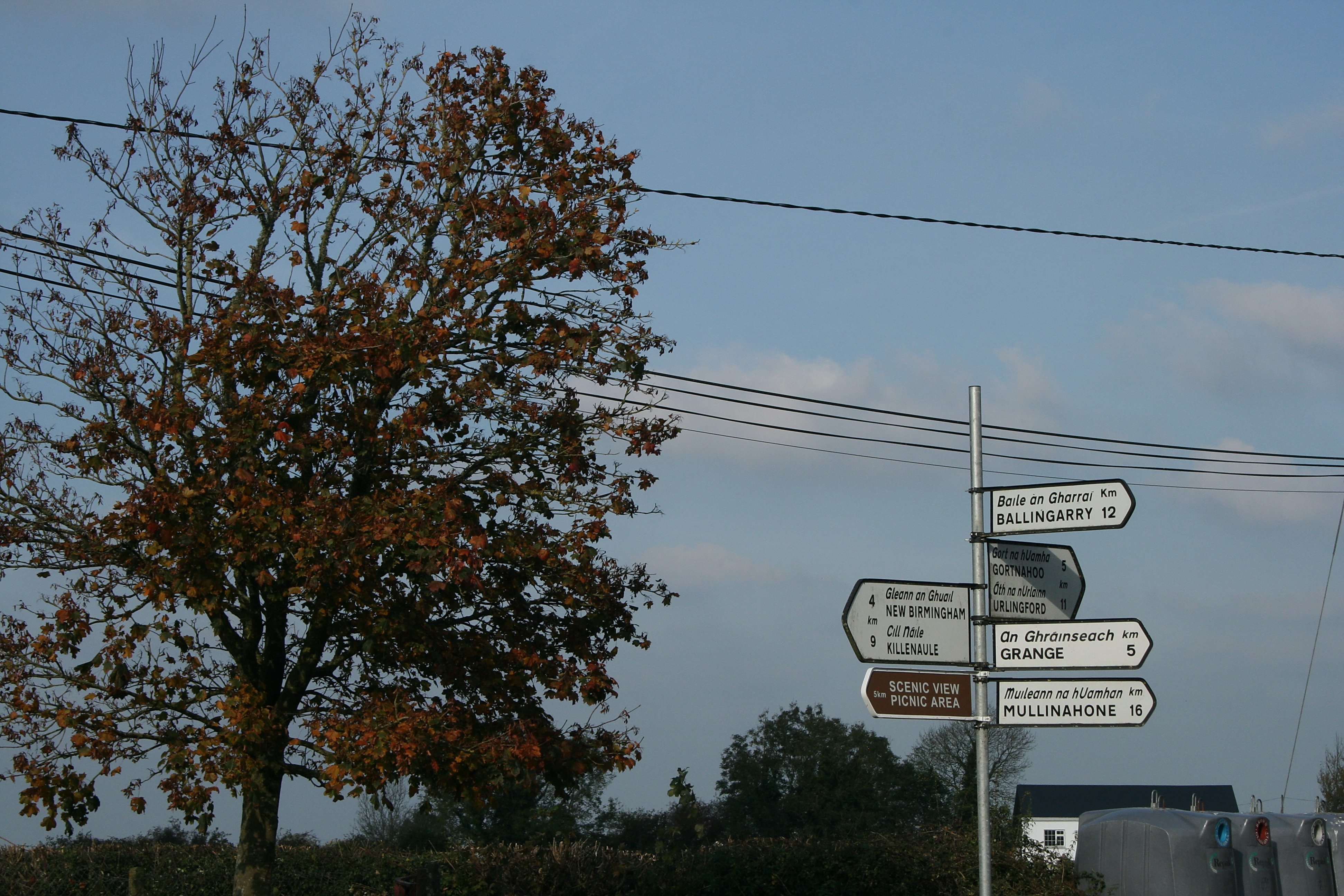

Баллисло (англ. Ballysloe; ирл. Gort na hUaimhe) — деревня в Ирландии, находится в графстве Южный Типперэри (провинция Манстер) у трассы R689 в десяти километрах от Эрлингфорда.